# Krivoklátská tiesňava
Krivoklátska tiesňava je přírodní památka v katastrálním území obce Krivoklát v okrese Ilava v Trenčínském kraji na Slovensku. Území bylo vyhlášeno v roce 1989 a má rozlohu 9,7 hektaru. Předmětem ochrany je geomorfologický útvar s výskytem vzácných druhů rostlin a živočichů.